# Chang'e
Chang'e (嫦娥S, Cháng'éP, Ch'ang-oW), nota originariamente come Heng'e (姮娥S, Héng'éP) è la dea cinese della Luna, moglie di Houyi.

## Leggenda
Chang'e o Heng He era la moglie di Hou Yi, l'arciere.
Egli uccise 9 dei 10 soli che illuminavano il pianeta.
L'imperatore gliene fu grato, e gli regalò una pillola (o un frutto) capace di dare l'immortalità.
Hou Yi aveva però un lavoro e ben altro a cui pensare, quindi nascose la pillola sotto il letto e decise che l'avrebbe presa dopo aver finito di lavorare.
Chang'e vide la pillola e, attirata dalla fragranza della pillola, ne mangiò un pezzo.
Allora iniziò a fluttuare verso il cielo, piangendo e chiedendo aiuto, e il marito dalla terra la vide, ma non poté correre in suo aiuto.
Intanto la ragazza era giunta sulla Luna dove aveva costruito un palazzo.
Hou Yi, frattanto, mangiò il resto della pillola, si stabilì sul sole e una volta al mese va a trovare Chang'e e allora la luna diventa piena.

### Altre leggende e miti
Secondo un mito di origine buddhista, Chang'e si trasformò in una mendicante e in suo soccorso vennero una scimmia, un coniglio e una volpe.
La volpe rubò per lei del cibo e la scimmia raccolse della frutta.
Ma il coniglio non le seppe procurare niente, quindi decise di darle la propria carne arrostita e si gettò fra le fiamme.
Ma Chang'e lo salvò dalle fiamme e lo portò con sé sulla Luna.

## Nella cultura di massa
- Mao Zedong cita Chang'e nel suo poema più famoso, Broken is the High Column.
- Chang'e appare nel romanzo Il viaggio in Occidente di Wu Cheng'en.
- La leggenda di Chang'e svolge un ruolo di primo piano nel libro per bambini The Moon Lady di Amy Tan, raccontata più dal suo romanzo per adulti Il circolo della fortuna e della felicità.
- La storia di Chang'e è stata adattata nel 2003 in un film TV dal titolo Moon Fairy, interpretato dall'attrice singaporiana Fann Wong e dall'attore malaysiano Christopher Lee.
- Chang'e è un personaggio ricorrente nella prima serie del fumetto Jonathan Steele.
- La storia di Chang'e è raccontata nel film d'animazione cino-statunitense del 2020 Over the Moon - Il fantastico mondo di Lunaria, diretto da Glen Keane e Jonh Kahrs.

## Esplorazione spaziale
Chang'e è stata menzionata in una conversazione tra il CAPCOM a Houston e l'equipaggio dell'Apollo 11 poco prima del primo allunaggio del 1969:
Michael Collins (CMP): Okay. We'll keep a close eye out for the bunny girl.»
Nel 2007, la Cina mandò la sua prima sonda lunare, chiamata Chang'e 1 in onore della dea. Nel 2010 venne mandata una seconda sonda, chiamata Chang'e 2. Il 14 dicembre 2013, la Cina, con la sonda Chang'e 3, diventò la terza nazione al mondo ad allunare dopo l'Unione Sovietica e gli Stati Uniti. Il lander portò sulla superficie lunare anche il rover Yutu ("coniglio di giada"). Il 3 gennaio 2019, Chang'e 4 atterrò sul lato nascosto della Luna e schierò il rover Yutu-2. Sono inoltre in programma le missioni Chang'e 5 e Chang'e 6.

## Altri nomi
- Ch'ang Ô
- Chang O
- Heng O
- Heng He
- Shi Yu